# Костел і монастир домініканців (Львів)
Косте́л і монастир домініка́нців — історичний бароковий комплекс храму і монастиря ордену домініканців XVIII ст. у місті Львів, пам'ятка архітектури національного значення.
Домініканці користувались храмом і монастирським комплексом до Другої світової війни. Після закінчення війни вони були змушені залишити свій осередок. У 1972 році будівлю монастиря було перетворено на Музей релігії та атеїзму, а в храмі містився, серед іншого, цементний склад. Згодом храм також було включено до складу музею, який функціонував в такому вигляді до 1990 року. В 1990-тих роках будівлю храма було передано УГКЦ і з цього часу в ньому розміщується греко-католицька церква Пресвятої Євхаристії. Частину будівлі монастирських келій станом на 2010-ті роки займає мистецьке об'єднання «Дзиґа» (зокрема, однойменна галерея, а також арткав'ярня «Квартира 35» і кафе «Під клепсидрою»), а в іншій частині споруди монастирських келій та у дзвіниці розташовується Львівський музей історії релігії (колишній Музей історії релігії та атеїзму).

## Історія

### Давньоруський період
Згідно з давніми хроніками, на місці сучасного домініканського храму стояв палац князя Лева І. Однак, залишається не з'ясованим, чи сам храм святого Петра і Павла був збудований уже в цей час чи згодом — за правління Юрія І. На думку Ігоря Мицька, «можна стверджувати, що… церква св. Петра і Павла була кафедральним храмом, правдоподібно, названим Ратенським на честь свого небесного покровителя».

### Готичний храм

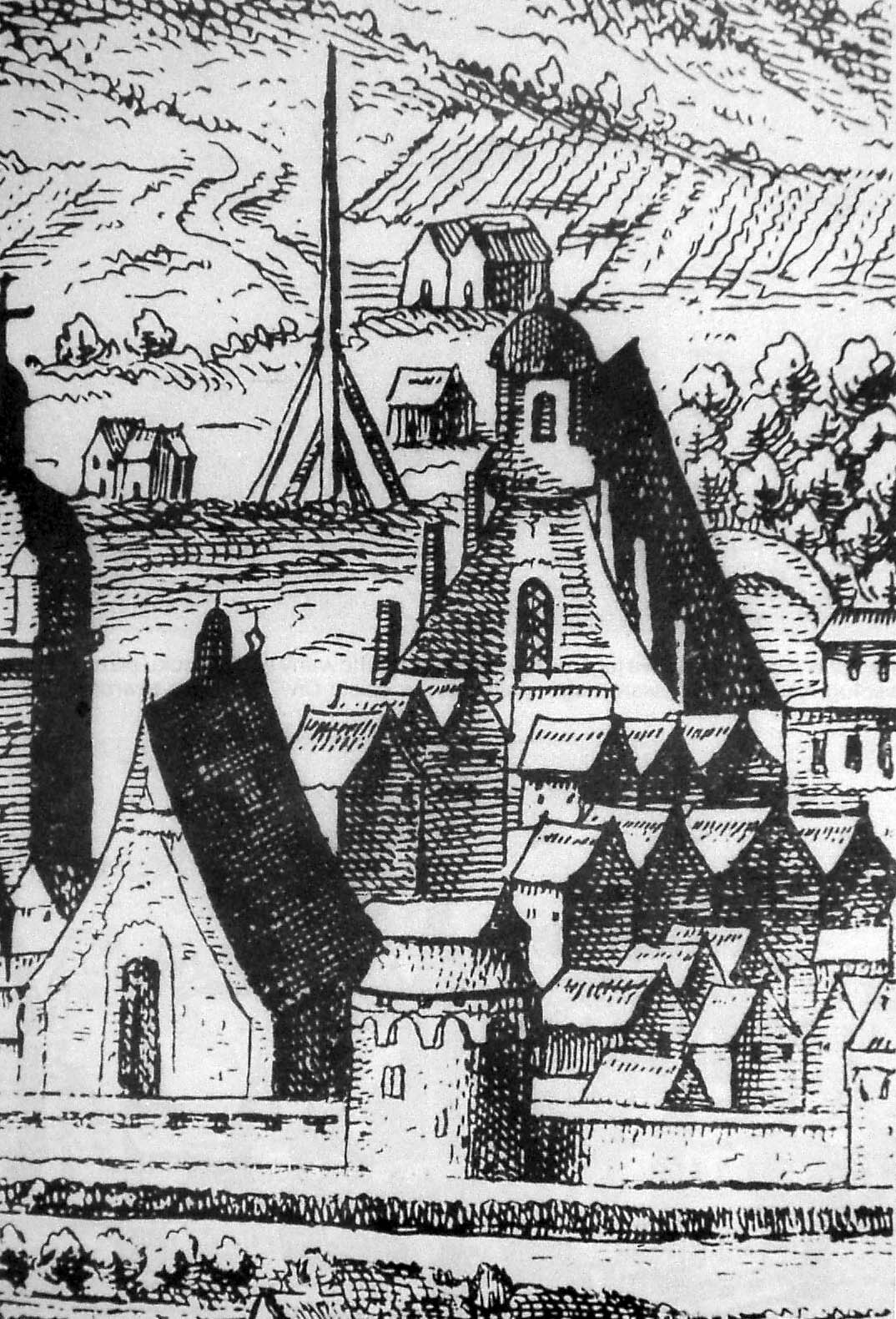
Старий костел Божого Тіла, Львів

Після передачі давньоруського храму католикам, до нього було добудовано нову велику наву, так що старе приміщення княжих часів стало виконувати роль вівтарної частини (пресбітеріуму). Утворений таким чином, новий готичний храм став домініканським та отримав назву Божого Тіла у 1407 році, при чому вівтарна частина зберегла присвяту св. Петру і Павлу. Кошти для будівництва надали головно міщанин Микола Бенко та його дружина Анна з Жабокруків. За іншими даними, збудований до середини XIV ст. будівничим Миколою Чехом, можливо, з використанням мурів, фундаментів княжого палацу і каплиці. Його схему наприкінці XVI ст. намалював домініканець, мандрівник Мартін Ґруневеґ.
У 1511 році церкву знищила пожежа. Роботу з реконструкції підтримав архієпископ Бернард Вільчек. У 1527 році церква знову згоріла під час Великої пожежі, яка знищила весь готичний Львів. Незважаючи на ці біди, монастир Божого Тіла швидко оговтався після руйнації, його авторитет і багатство зростало. Наприкінці XVI століття монастирю належало 5 сіл в околицях Львова. У трьох з цих сіл ченці з монастиря здійснювали також душпастирське служіння на парафіях.
У 1556 році майстер Григер побудував будівлю бібліотеки, а наприкінці століття — новий гуртожиток. На зламі XVI—XVII століть пріор Ян Блащик збудував інші будівлі в стилі маньєризму. Надгробки з алебастру, які приписують Герману ван Гутте, залишилися після цієї епохи. Вони представляють i.a. Вацлав Дідушицький (помер у 1584 р.), Ян Свошовський (пом. 1604), Станіслав Влодек (пом. 1615) і витримані в стилі голландського маньєризму.
1604 року Ян Свошовський разом із першою дружиною — Малґожатою де Конари (Конарська) — «записав» для вівтаря костелу домініканців Львова село Бірки. Також фундував каплицю Богоматері, яку згодом розібрали разом з будівлею готичного костелу.
На початку XVII століття в монастирі проживало понад сто ченців. При монастирі діяли чотири братства — Імені Ісуса, Розарії,, св. Анна і Третій чин. У 1621 році король Сигізмунд III Ваза зупинявся у домініканців на шляху на Хотинську війну.
Готичний костел почав руйнуватися в першій половині XVIII ст. У 1742 році тріснуло склепіння і настоятель монастиря вирішив знести будівлю і побудувати нову. В 1745 чи 1748 році собор було розібрано разом з бароковою каплицею Яна Свошовського.

#### Усипальниця

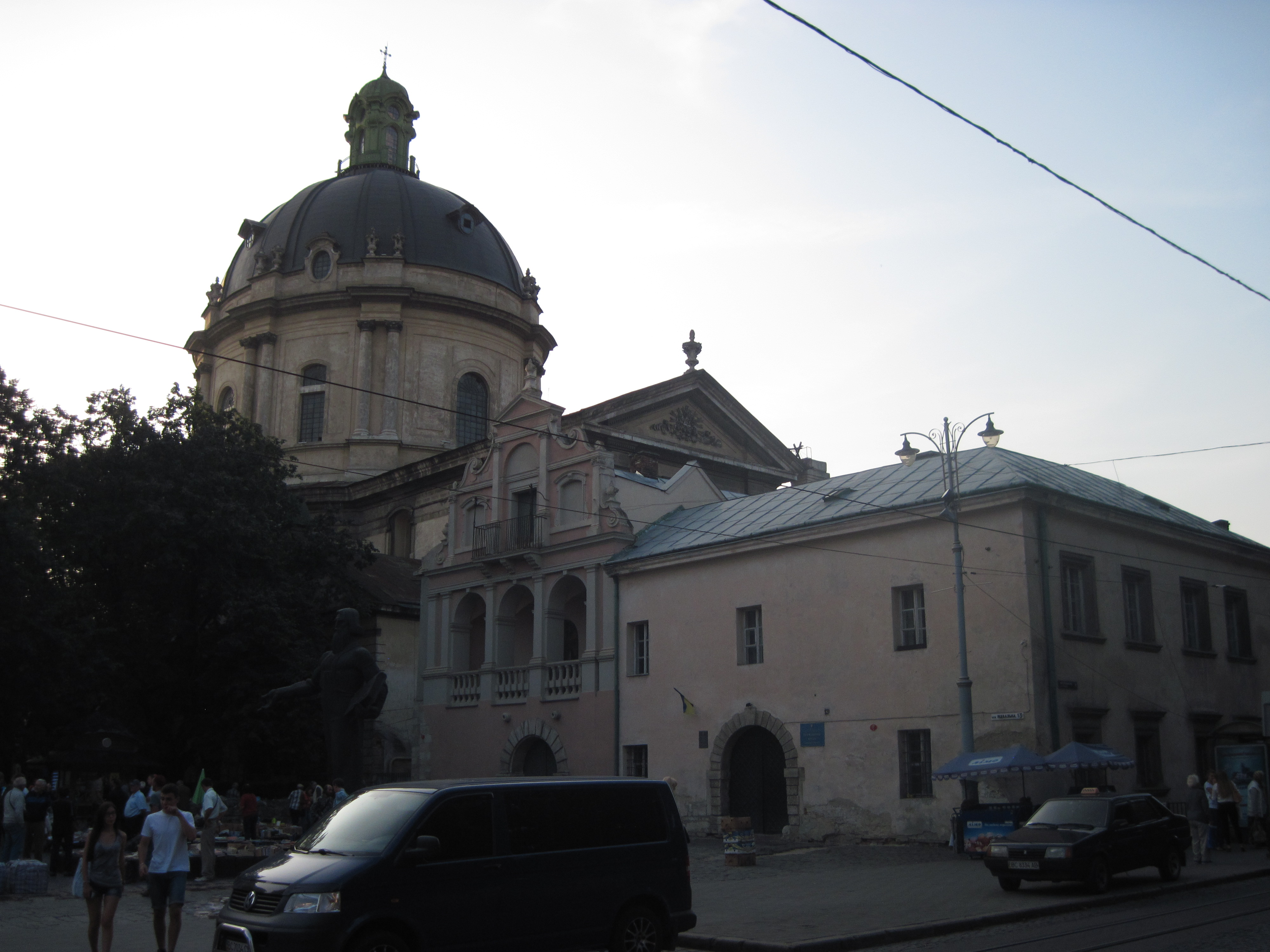
Вигляд з вул. Підвальної, осінь 2014

Були поховані, зокрема: Грицько Кердейович з дружиною Кларою, Александер Сенявський, маршалок Прокоп Сенявський, львівський каштелян Станіслав Влодек, та обидві його дружини — Ельжбета із Замойських, Ядвіга з Олесніцьких, Якуб Потоцький (монах Домінік; 1608—1639, домініканець; похований у підземних криптах) Анна Евфрозина Сенявська з Ходкевичів Йоанна Потоцька — мати Миколи Василя Потоцького, Францішек Устрицький, Єлизавета Рожнятовська гербу Сас — друга дружина Кшиштофа Стшемеського Павел Тарло — суддя земський львівський, войський стрийський, Александер Зборовський, Рафал (пом. 1571), Станіслав (пом. 1600) Галки з Романова, Ян Свошовський (записав село Бірки як фундуш), Вацлав (пом. 1584), Юрій (пом. 1641) (їм виготовили надгробки), Рафаїл Дідушицькі, Миколай Гербурт.
А. Райзінгер одним із перших видав фотографії саркофагів з підземель Домініканського костелу.

### Сучасний храм

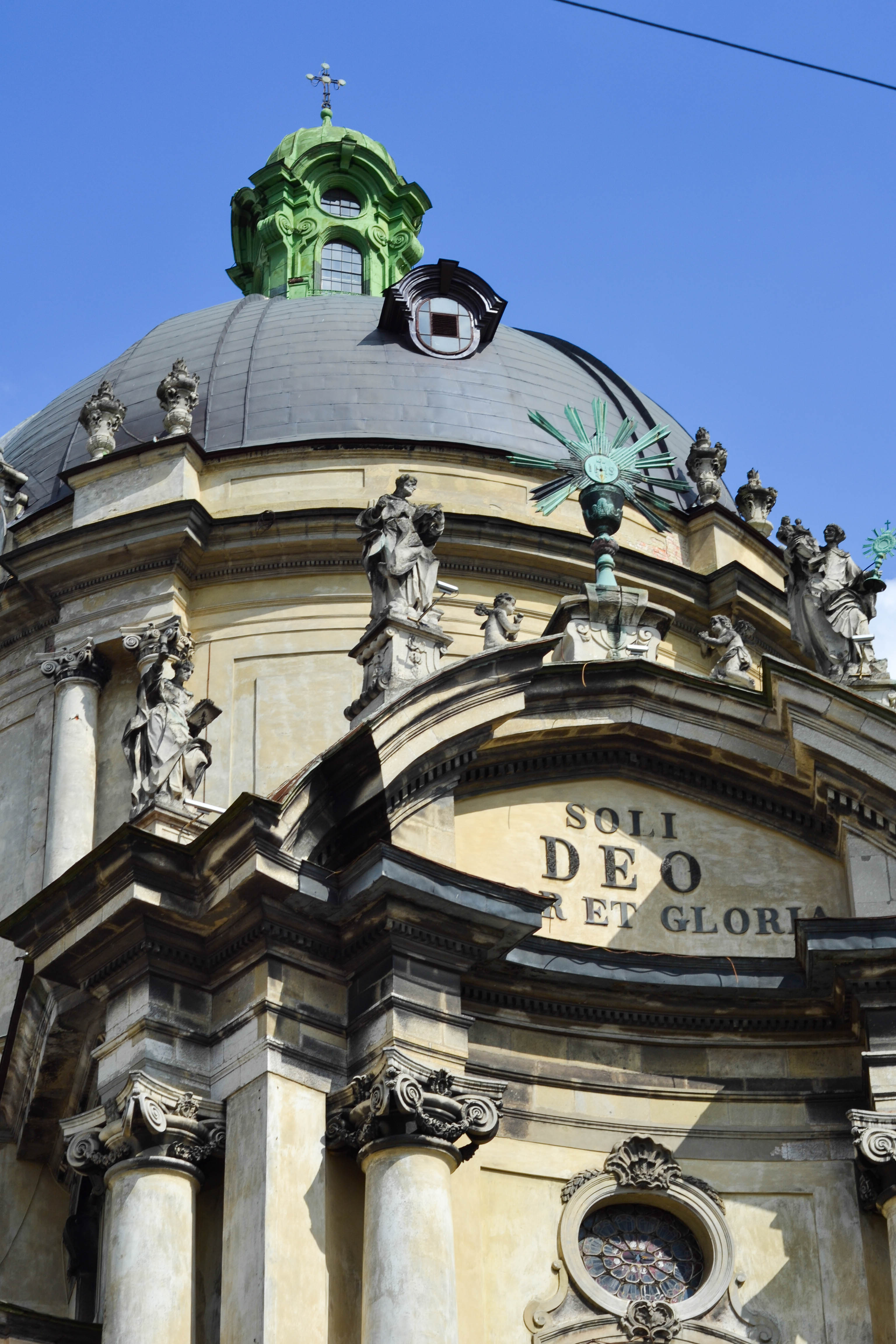
Купол та барабан собору

Незабаром після знесення готичного собору, в 1749 році наріжний камінь нової будівлі заклав Юзеф Потоцький, великий гетьман коронний і краківський каштелян. Проект нової будівлі храму був розроблений інженером і архітектором Яном де Вітте. Кошти на будівництво виділяли гетьман Юзеф Потоцький (був головним фундатором будівництва),, канівський староста Микола Василь Потоцький (виділив 236 000 зл.; тут була похована його матір). Будівництвом керував Мартин Урбанік, з 1764 року — Христофор Мурадович.
Закінчував фасад Себастьян Фесінгер, який розпочав 1764-го роботи з виготовлення камінних статуй, що мали його вінчати. Також він виконав дерев'яну різьблену поліхромовану конструкцію органу (лат. moles organarius), яка потім згоріла.
До 1764 року будівництво було, в основному, завершене, але після пожеж 26 серпня 1766 (причина — необережність Матвія Міллера під час малювання органу) і 1778 років роботи відновилися. 1865 року за проектом архітектора Юліана Захаревича до костьолу прибудували 4-ярусну дзвіницю. 1895-го був перебудований ліхтар на куполі, у 1905–1914 роках — відреставрований інтер'єр, роботи велись за проектом архітекторів Альфреда Захаревича та Юзефа Сосновського, також брав участь як «консерватор» др. Александер Чоловський. Крипту також планували реставрувати, але цьому завадила війна. Згодом, у радянські часи, храм відновлювали у 1956–1958 роках.
Францішек Руссиян 1749 року звернувся до Папи з проханням, за яким 1 липня 1751 року було урочисто короновано ікону Божої Матері за участі львівського латинського архиєпископа Миколая Вижицького, кошти надав, зокрема, воєвода київський Станіслав Потоцький.

## Опис

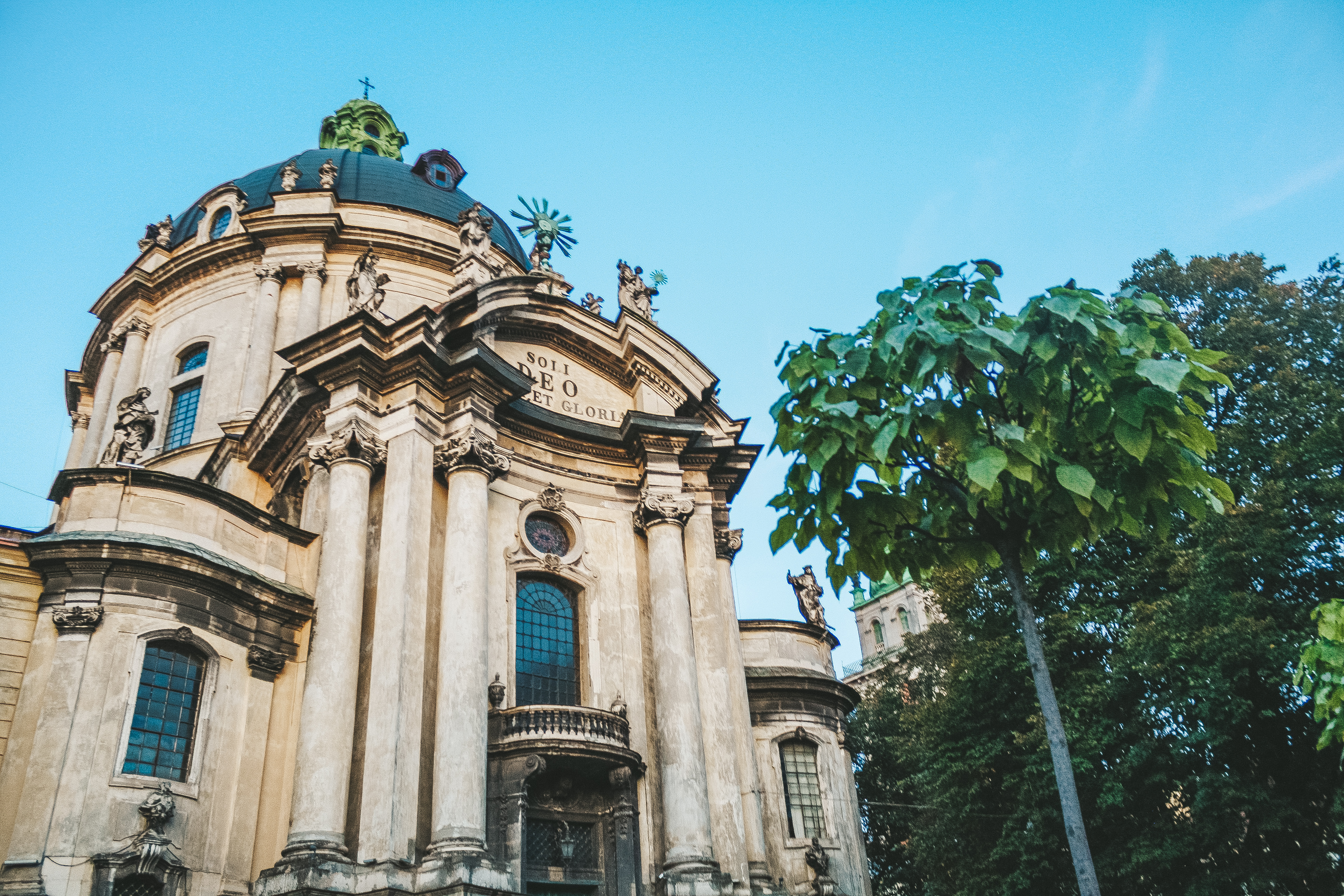
Фасад собору

Костел споруджений у стилі пізнього бароко за західноєвропейским зразком. Кам'яний, в плані він зображає витягнутий хрест з овальною центральною частиною і двома дзвіницями по боках. Звеличує церкву величезний еліптичний купол. Масивні здвоєні колони підтримують галереї і ложі, прикрашені дерев'яними статуями роботи львівських скульпторів другої половини 18 століття. Над галереями — колони барабана, що підтримують купол. Під банею костелу — цитата латинською мовою з Першого послання Тимофію: «Soli Deo honor et gloria» («Єдиному Богу честь і хвала»).
Антоній Осінський і Матвій Полейовський виконали різьби для костелу. В інтер'єрі храму збереглися скульптури Себастьяна Фесінґера.
До головної нави костелу примикають кілька каплиць:
- св. Антонія (перша справа) з іконою святого роботи львівського майстра Гарра 1838 р.;
- імені Христа з пам. таблицею д-ра Тадеуша Жулінського (?—1885, автор Томаш Дикас), з іншої сторони — поетці Марії Бартусувні (?—1885) з погруддям роботи Вісьньовецького та віршем Ленартовича; має псевдорококовий вітар з різьбою «Серце Ісуса» Війтовича (1912);
- каплиця св. Яцека з іконою М. Яблонського, є передсінком до наступної;
- каплиця Потоцьких (також Богоматері Яцкової, пол. Panny Matki Jackowiej[33]), споруджена після 1764 року; на думку М. Орловича, одна з перших споруд з ознаками класицизму у Львові, кошти для будівництва надав М. В. Потоцький[34];
- будівля монастирських келій, перебудована заново у 1556–1621 роках і відновлена після пожеж 1766 і 1778 років. Будівля кам'яна, прямокутна в плані, трьохповерхова, з двома внутрішніми двориками, з типовою для монастирських будівель коридорною системою планування і арковими перекриттями;
- каплиця св. Вінцентія з іконою М. Яблонського;
- каплиця св. Домініка зі старою іконою в новому псевдорококовому вітарі з ампіровим нагробком графині Юзефи Дунін-Борковської (?—1811) роботи Торвальдсена;
- каплиця св. Томи Аквінського з іконою М. Яблонського, рококовою різьбою Христа Милосердного[35].